# Лазоркін Віталій Ілліч

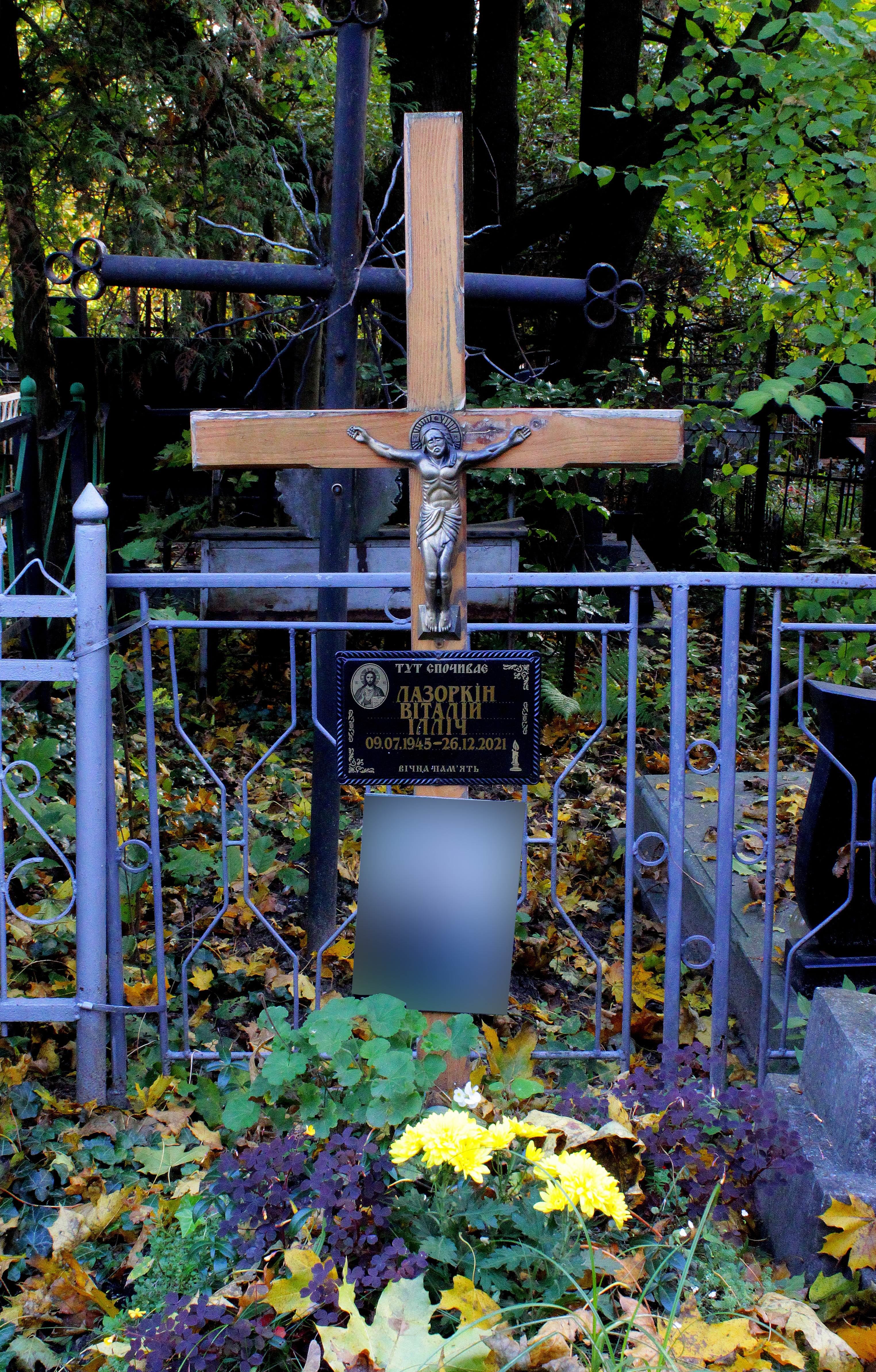
Могила Віталія Лазоркіна на Янівському цвинтарі

Віталій Ілліч Лазоркін (9 липня 1945, м. Углич — 26 грудня 2021, м. Львів) — український військовослужбовець, науковець, громадський діяч, полковник Збройних сил України.
Один із засновників та перших офіцерів Збройних сил України, Спілки офіцерів України, заступник голови СОУ. Депутат Львівської обласної ради (1990). Співпрацював з В'ячеславом Чорноволом та Степаном Хмарою.

## Життєпис
Віталій Лазоркін народився 9 липня 1945 року в місті Угличі в родині політв'язня.
Закінчив Коломийський технікум механічної обробки деревини (1963, спеціальність — технік-механік), Київське вище інженерне радіотехнічне училище протиповітряної оборони (1969, спеціальність — інженер з радіоелектроніки) та курси дипломатичної і консульської служби при Інституті міжнародних відносин Київського національного університету імені Тараса Шевченка (1993, спеціальність — військовий аташе).
Протягом 1950—1960-х років працював токарем, слюсарем, техніком-конструктором на підприємствах Івано-Франківська і Львова.
Від 2020 року в Національному музеї історії України зберігаються унікальні матеріали полковника Лазоркіна.
Помер 26 грудня 2021 року у Львові. Прощання відбулося 31 грудня 2021 року в Гарнізонному храмі святих апостолів Петра і Павла. Похований на 68 полі Янівського цвинтаря.

### Військова служба

#### СРСР
Від 1969 — у лавах радянської армії. Мав бойові чергування в Системі попередження про ракетний напад військ Протиракетної та Протикосмічної оборони ППО ЗС СРСР в Заполяр'ї та Латвії, у 1-й радіотехнічній бригаді 28-го корпусу ППО.
У 1977—1987 — офіцер, старший офіцер управління військами та озброєнням Протиповітряної оборони Прикарпатського військового округу (м. Львів).
У 1987—1991 — старший викладач, начальник радіолокаційного циклу об'єднаної військової кафедри Львівського політехнічного інституту. Член Вченої ради радіотехнічного факультету Львівської політехніки.
1990 року став автором «Концепції створення Збройних Сил України», яку опублікували в матеріалах 1-ї сесії Великої ради Народного руху України. Обраний головою секретаріату Львівського громадського комітету за відродження Української національної армії.
У квітні 1991 року став членом військової колегії Народного руху України та оргкомітету з підготовки і проведення Першого з'їзду українських офіцерів, на якому було засновано Спілку офіцерів України. Тоді полковника Лазоркіна обрали заступником голови організації. Неодноразово обирався до керівних органів СОУ.
У липні 1991 року введений до складу Комісії при Президії Верховної Ради Української РСР по розгляду звернень громадян республіки з питань загибелі та каліцтва військовослужбовців під час проходження військової служби.
Організатор робочої групи зі створення Міністерства оборони України.

#### Україна
6 вересня 1991 року полковник Лазоркін передав до Комісії Верховної Ради України з питань безпеки і оборони власноруч розроблені проєкти законів «Про оборону України» і «Про Збройні Сили України», які 6 грудня 1991 року були ухвалені Верховною Радою України.
У вересні 1991 року призначений представником від України в складі міждержавної робочої групи з військових питань при Комітеті з питань безпеки і оборони Верховної Ради СРСР. Сприяв зняттю з обговорення на міждержавному рівні питання про воєнну доктрину оновленого СРСР.
У жовтні 1991 року був членом ініціативної групи зі створення Військово-морських сил Збройних сил України. У лютому-березні 1992 року в Севастополі провів зустрічі із командувачем Чорноморського флоту адміралом Ігорем Касатоновим щодо передачі ЧФ до складу Збройних сил України. Був у складі двосторонньої робочої групи в переговорах між Україною і Російською Федерацією із розподілу ЧФ, де відстоював позицію щодо передачі Україні ЧФ усіх сил, які дислокуються на території України.
23 грудня 1991 року призначений керівником групи консультантів міністра оборони України Костянтина Морозова, а також введений до складу Вищої атестаційної комісії МОУ.
18 січня 1992 року за дорученням виконкому Спілки офіцерів України здійснив приведення до військової присяги на вірність Українському народові офіцерів запасу Київського гарнізону на площі біля Софіївського собору. Цього ж року став автором Концепції розвитку ППО України.
У 1993—1996 роках служив заступником начальника з наукової роботи Центрального науково-дослідного інституту Міністерства оборони України.

### Громадська діяльність
У 1996—1997 роках керував управлінням міжнародного забезпечення інформатизації в Національному агентстві з питань інформатизації при президентові України.
У 1998—1999 роках був активним учасником створення Державної пошуково-рятувальної служби на водних об'єктах. До 2003 року — заступник начальника — начальник Управління реагування на надзвичайних ситуації на водних об'єктах.
У січні 1991 року за рекомендацією голови Львівської обласної ради В'ячеслава Чорновола, колектив радіотехнічного факультету Львівської політехніки висунув полковника Лазоркіна кандидатом у депутати Львівської обласної ради. Довіреною особою був студент Георгій Гонгадзе. У березні 1991 року обраний депутатом згаданої ради.
Активний учасник Помаранчевої революції та Революції гідності.
2004 року заснував Громадський інститут стратегічних досліджень і впровадження перспективних програм «Перспектива». Згодом працював у Комітеті національного порятунку.
2018 року переобраний заступником голови СОУ.

### Наукова діяльність
Автор понад 50 друкованих наукових праць, а також багатьох проєктів законів, Воєнної доктрини України та Концепції воєнної реформи.